# Canyon (esport)
Pour les articles homonymes, voir Canyon (homonymie).
Kim Geon-bu (en coréen 김건부), plus connu sous le pseudonyme de Canyon, est un joueur professionnel sud-coréen de League of Legends évoluant au poste de Jungler.
Il a remporté plusieurs fois le titre de meilleur joueur et de champion de LCK, un titre de champion du monde avec DAMWON Gaming en 2020, ainsi que deux titres de champions du MSI, remportés en 2024 à Chengdu, et à Vancouver en 2025. Il a également un titre de champion de l'Esports World Cup (EWC), obtenu à Riyad en 2025.
Depuis 2024, il évolue chez Gen.G, où il est notamment accompagné de Jeong « Chovy » Ji-hoon et de Park « Ruler » Jae-hyuk.

## Carrière

### Saison 2018
Kim « Canyon » Geon-bu débutera sa carrière en fin d'année 2018 chez DAMWON Gaming, afin de jouer la KeSPA Cup. Il sera aux côtés de Jan « Nuguri » Ha-gwon, Heo « ShowMaker » Su, Shin « Nuclear » Jeong-hyeon et Cho « BeryL » Geon-hee. Ils s'inclineront face à Griffin 0 à 3.

### Saison 2019
En 2019, il jouera son premier split de LCK avec la même équipe. Ils finiront à la cinquième place de la saison régulière et iront aux playoffs. Malgré leur défaite face à Kingzone DragonX 0-3, Canyon et ses coéquipiers finiront à la quatrième place.
Pour le deuxième segment, celui d'été, DAMWON Gaming arrive à la deuxième place de la saison régulière, avec en supplément un titre de Regular Season MVP pour le jeune jungler. DWG finira troisième durant les playoffs après s'être incliné face à SKT T1. Ils se qualifient aux Worlds grâce à leur victoire face à Kingzone DragonX durant les Regional Finals.
L'effectif DWG ira en Europe, notamment à Berlin et à Madrid, où ils se sont inclinés 1-3 face à G2 Esports lors des quarts de finale.
Il jouera sa deuxième KeSPA Cup, où son parcours se stoppera en quart de finale, après leur défaite face à DRX.

### Saison 2020
Pour 2020, DWG accueillera Jang « Ghost » Yong-jun à la place de Shin « Nuclear » Jeong-hyeon.
Durant le Spring Split, ils se qualifient aux playoffs grâce à leur cinquième position. Ils finiront quatrième des playoffs après leur défaite face à DRX.
La performance du segment précédent est vite oubliée, et le roster DAMWON Gaming obtiendra la première place de la saison régulière. Canyon obtiendra également le premier pentakill d'un jungler en LCK, avec Nidalee face à Sandbox Gaming (en). Durant les playoffs, ils obtiendront la victoire finale face à DRX et sont alors couronnés champions de LCK. Canyon et son équipe iront alors aux Worlds, à Shanghaï.
Après une phase de groupe face à JD Gaming, PSG Talon et Rogue, Canyon et DAMWON Gaming arrivent aux huitièmes de finale et affrontent DRX. Ils les battront 3-0 et feront ensuite face à G2 Esports. L'équipe européenne va alors s'incliner 3-1, ce qui va permettre à DWG d'arrive en finale des Worlds, face à Suning. Cette dernière série est victorieuse pour l'équipe coréenne. Canyon y obtiendra son premier titre de champion du monde, ainsi que le titre de MVP des Worlds. Pour se rappeler de son exploit, le jungler aura son propre skin dans le jeu, sur Nidalee.
Ils joueront après ça la KeSPA Cup, avec Kim « Khan » Dong-ha à la place de Jan « Nuguri » Ha-gwon, et parviendront là aussi à prendre la première place après leur victoire 3-0 face à Nongshim RedForce (en). Canyon y fera un nouveau pentakill, cette fois-ci avec Graves.

### Saison 2021
Le Spring Split 2021 de la LCK est également remporté par DAMWON KIA, et Canyon obtient donc son second titre de champion de LCK.
Cette performance leur permettra de jouer le MSI, à Reykjavik. Canyon et ses coéquipiers arriveront jusqu'à la finale, où ils affronteront l'équipe chinoise RNG. La finale fut très serrée, mais l'équipe de la LPL était plus forte et s'empare du titre.
Le Summer Split sera également dominant pour Canyon et son équipe. Ils finiront pour la troisième fois d'affilée à la première place de la saison régulière et des playoffs en battant T1 3 à 1.
Ils se rendront aux Worlds une troisième fois. Cette édition se tient au même endroit que pour le MSI, à Reykjavik. L'équipe se trouve dans un groupe composé de Cloud9, Rogue et FunPlus Phoenix (en). DAMWON obtiendra un 6-0 dans cette phase et affrontera MAD Lions, puis T1, avant d'arriver en finale face à EDG. Encore une fois, la rencontre fut très serrée, mais ce sera de nouveau en la faveur de la Chine.

### Saison 2022
Un renouvellement d'effectif à eu lieu chez DAMWON KIA, avec Yoon « HOYA » Yong-ho, Noh « Burdol » Tae-yoon, Seo « deokdam » Dae-gil et Kim « Kellin » Hyeong-gyu qui vont accompagner Kim « Canyon » Geon-bu et Heo « ShowMaker » Su pendant la saison. 
Durant le premier segment de l'année, DAMWON finira troisième de la saison régulière et troisième des playoffs en s'inclinant face à Gen.G 2 à 3.
Le Summer Split signe le retour de Jan « Nuguri » Ha-gwon au sein de l'équipe, mais malgré cela, l'équipe finira quatrième de la saison régulière et des playoffs après s'être inclinés face à T1. Ils remporteront les Regional Finals face à Liiv Sandbox (en) et joueront les Worlds en Amérique du Nord.
Canyon et ses coéquipiers seront face à JD Gaming, G2 Esports et Evil Geniuses. Ils se qualifieront aux huitièmes de finale et affronteront Gen.G contre qui ils vont s'incliner 2-3.

### Saison 2023
Alors que l'équipe change une nouvelle fois de nom et devient Dplus KIA, Canyon voit deux nouveaux joueurs arriver : Kim « Canna » Chang-dong et Kim « Deft » Hyuk-kyu.
Le Spring Split sera moyen, après leur quatrième place durant la saison régulière, et une cinquième place en playoffs après leur défaite face à Hanwha Life Esports (en).
Ce sera le même schéma pour le segment d'été, où ils finiront à la quatrième position, puis à la cinquième après s'être inclinés face à T1. Canyon et son équipe joueront les Regional Finals et se qualifieront aux Worlds, étant joués cette année en Corée du Sud, après avoir battu DRX et Hanwha Life Esports (en).
Ils arriveront à Séoul pour jouer la phase de système suisse face à G2 Esports, contre qui ils s'inclineront. Ils enchaînent en affrontant KT Rolster (en), mais s'inclinent encore une fois face à leur opposant. Ils se retrouvent maintenant dos au mur, où ils devront jouer des BO3 cruciaux. Le premier étant face à BDS, contre qui ils vont s'imposer 2-0. Ils seront ensuite face à GAM Esports, contre qui ils feront également une victoire à 2-0. Leur dernière rencontre est contre KT Rolster (en), mais ils vont s'incliner 0 à 2 et sont donc éliminés de la compétition.

### Saison 2024
Pour 2024, Canyon changera totalement d'environnement de travail. Pour la première fois en cinq ans, il changera d'équipe et sera alors séparé de Heo « ShowMaker » Su et de Dplus KIA. Il rejoint Gen.G, où il sera avec Kim « Kiin » Gi-in, Jeong « Chovy » Ji-hoon, Kim « Peyz » Su-hwan et Son « Lehends » Si-woo.
Ils finiront la saison régulière du Spring Split à la première position, avec 17 victoires pour une unique défaite face à KT Rolster (en). Pendant les playoffs, Canyon et son équipe vont affronter Dplus KIA, puis Hanwha Life Esports (en), contre qui ils s'imposeront 3-1. Ils accèdent donc à la finale, et se qualifient au MSI. Ils affrontent alors T1, et parviendront à empocher la victoire 3 à 2, ajoutant ainsi un nouveau titre de champion de LCK à son palmarès.
Pour ce début de MSI, ils feront face à Fnatic. La représentante européenne ne parviendra pas à prendre un seul match et s'inclinera donc face à l'équipe de Canyon 3 à 0. Ils affrontent ensuite Top Esports (en), contre qui ils gagneront 3-2. Ils avancent alors dans l'arbre des playoffs et affrontent cette fois-ci Bilibili Gaming (en). Ils s'imposeront 3 à 1 et s'envoleront en finale, où ils réaffronteront l'équipe chinoise. La rencontre ira dans le même sens que durant la précédente, permettant à Canyon et ses coéquipiers d'être couronnés champions du MSI 2024. Cette victoire permet également à Gen.G d'accèder aux Worlds.
Ils vont se rendre à Riyad pour jouer la première édition de l'EWC, où ils s'inclineront dès le premier tour face à Top Esports (en).
Gen.G obtiendra la première place de la saison régulière du Summer Split, et iront jusqu'en finale des playoffs, où ils s'inclineront 2-3 face à Hanwha Life Esports (en).
Ils joueront les Worlds en Europe, avec un premier passage à Berlin pour la phase de système suisse. Ils finiront la phase en 3-0, avec leurs victoires face à Hanwha Life Esports, Top Esports et Weibo Gaming (en). Pendant les quarts de finale, à Paris, Gen.G s'emparent de la victoire face à FlyQuest (en), et vont en demi-finale affronter T1, contre qui ils s'inclineront 3-1.
Canyon et son équipe dispute également la KeSpa Cup, où ils s'inclinent en demi-finale face à Dplus KIA.

### Saison 2025
Canyon reste chez Gen.G en 2025, où Park « Ruler » Jae-hyuk et Joo « Duro » Min-kyu rejoignent l'effectif.
Lors de la LCK Cup, Canyon et ses coéquipiers se qualifient aisément en playoffs, mais s'inclineront face à Hanwha Life Esports. Ils doivent alors remonter le Losers' Bracket, en s'imposant face à Nongshim RedForce, puis face à Dplus KIA. Ils atteignent la finale où ils retrouvent HLE, mais ils s'inclineront après une défaite 2-3.
Pour la première partie de la saison de LCK, l'effectif Gen.G va réussir à rester invaincu durant la saison régulière, et va se qualifier au MSI durant le Road to MSI face à Hanwha Life Esports.
Durant leur séjour à Vancouver pour le MSI, Gen.G a tout d'abord affronté G2 Esports. Ils s'empareront de la victoire, tout comme face à Anyone's Legend (en). Ils affrontent T1 pour une place en finale, et s'imposent 3-2. Les deux équipes sud-coréennes vont se réaffronter en finale, et de nouveau Gen.G obtiendra la victoire. Canyon et son équipe remporte donc le MSI une seconde fois, après le titre de l'année précédente.
Juste après leur titre au MSI, Canyon et ses coéquipiers s'envolent vers Riyad pour l'Esports World Cup. Après avoir affronté FlyQuest et G2, Gen.G arrive en finale face à Anyone's Legend, et gagne une nouvelle fois la finale 3 à 2.

## Récompenses
- LCK Regular Season MVP au Summer 2019
- LCK MVP au Spring 2021
- Player of the Split au Spring 2022
- Worlds MVP en 2020
- LCK 1st All-Pro Team au Summer 2020
- LCK 1st All-Pro Team au Spring 2021
- LCK 1st All-Pro Team au Spring 2022
- LCK 1st All-Pro Team au Spring 2024
- LCK 1st All-Pro Team au Summer 2024
- LCK 2nd All-Pro Team au Summer 2021
- LCK 3rd All-Pro Team au Spring 2023
- LCK 3rd All-Pro Team au Summer 2023

## Résultats

### DAMWON Gaming (2018 - 2020)

#### 2018
- KeSPA Cup 2018 | 3e-4e

#### 2019
- LCK 2019 Spring - Saison Régulière | 5e
- LCK 2019 Spring - Playoffs | 4e
- Rift Rivals 2019 | 1er
- LCK 2019 Summer - Saison Régulière | 2e
- LCK 2019 Summer - Playoffs | 3e
- Korea Regional Finals 2019 | 1er
- Worlds 2019 | 5e-8e
- KeSPA Cup 2019 | 5e-8e

#### 2020
- LCK 2020 Spring - Saison Régulière | 5e
- LCK 2020 Spring - Playoffs | 4e
- Mid-Season Cup 2020 | 5e-6e
- LCK 2020 Summer - Saison Régulière | 1er
- LCK 2020 Summer - Playoffs | 1er
- Worlds 2020 | 1er
- KeSPA Cup 2020 | 1er

### DAMWON KIA (2021 - 2022)

#### 2021
- LCK 2021 Spring - Saison Régulière | 1er
- LCK 2021 Spring - Playoffs | 1er
- Mid-Season Invitational 2021 | 2e
- LCK 2021 Summer - Saison Régulière | 1er
- LCK 2021 Summer - Playoffs | 1er
- Worlds 2021 | 2e

#### 2022
- LCK 2022 Spring - Saison Régulière | 3e
- LCK 2022 Spring - Playoffs | 3e
- LCK 2022 Summer - Saison Régulière | 4e
- LCK 2022 Summer - Playoffs | 4e
- LCK 2022 Regional Finals | 1er
- Worlds 2022 | 5e-8e

### Dplus KIA (2023)

#### 2023
- LCK 2023 Spring - Saison Régulière | 4e
- LCK 2023 Spring - Playoffs | 5e
- LCK 2023 Summer - Saison Régulière | 4e
- LCK 2023 Summer - Playoffs | 5e
- LCK 2023 Regional Finals | 2e
- Worlds 2023 | 9e-11e

### Gen.G (2024 - )

#### 2024
- LCK 2024 Spring - Saison Régulière | 1er
- LCK 2024 Spring - Playoffs | 1er
- Mid-Season Invitational 2024 | 1er
- Esports World Cup 2024 | 5e-8e
- LCK 2024 Summer - Saison Régulière | 1er
- LCK 2024 Summer - Playoffs | 2e
- Worlds 2024 | 3e-4e
- KeSPA Cup 2024 | 3e-4e

#### 2025
- LCK Cup 2025 | 2e
- LCK 2025 - Round 1-2 | 1er
- LCK 2025 - Road to MSI | 1er
- Mid-Season Invitational 2025 | 1er
- Esports World Cup 2025 | 1er